# Pachyptila
Pachyptila là một chi chim trong họ Procellariidae.